# ویلیام ئی. میسون
ویلیام ئی. میسون (به انگلیسی: William E. Mason) سناتور سابق عضو حزب جمهوری‌خواه ایالات متحده آمریکا بود. وی در سال ۱۸۹۷ تا ۱۹۰۳ میلادی سناتور ایالت ایلی‌نوی در سنای ایالات متحده آمریکا بود.